# グラント・ハンリー
グラント・キャンベル・ハンリー（Grant Campbell Hanley、1991年11月20日 - ）は、スコットランド・ダンフリーズ出身のプロサッカー選手。スコットランド代表。バーミンガム・シティFC所属。ポジションは、ディフェンダー。

## クラブ経歴
地元ダンフリーズのクイーン・オブ・ザ・サウスFCでプレーを始め、クルー・アレクサンドラFC、レンジャーズFCの下部組織を渡り歩いた後、16歳でブラックバーン・ローヴァーズFCの下部組織に入団。
2010年5月のアストン・ヴィラFC戦でトップチームデビュー。前キャプテンのスコット・ダンがクリスタル・パレスFCに移籍してからはその後継としてキャプテンに任命された。
2016年7月、フットボールリーグ・チャンピオンシップに降格したニューカッスル・ユナイテッドFCと5年契約を結んだ。
2017年8月、ノリッジ・シティFCへ移籍。
2025年1月17日、バーミンガム・シティFCに移籍した。

## 代表歴
各年代でスコットランド代表に選出されている。
2011年5月のネイションズカップ・ウェールズ戦で84分から途中出場し初キャップ。2013年3月の2014 FIFAワールドカップ・予選・ウェールズ戦で初ゴール。
2024年UEFA EURO 2024に選出

## タイトル
ノリッジ・シティFC
- EFLチャンピオンシップ：2回 (2018-19) (2020-21)